# Show Time
Show Time – studyjny album zespołu Lombard wydany 6 lutego 2012 roku. W nagraniu płyty gościnnie udział wzięli raper Damian Pankiewicz „Kebab” oraz Marek Siwek.

## Lista utworów
źródło:.
1. „Musical” (muz. Grzegorz Stróżniak, sł. Marta Cugier) – 3:51
2. „Szara ulica” (muz. Grzegorz Stróżniak, sł. Marta Cugier) – 5:18
3. „Życzę ci miłego dnia” (muz. Grzegorz Stróżniak, sł. Marta Cugier) – 3:44
4. „Why? (Dlaczego)” (muz. Grzegorz Stróżniak, sł. Marta Cugier) – 4:04
5. „It is not to Late (Nie jest za późno)” (muz. Grzegorz Stróżniak, sł. Damian Pankiewicz, Marta Cugier) – 4:40
6. „Pod skórą” (muz. Grzegorz Stróżniak, sł. Marek Siwek) – 4:40
7. „Feel Like Angel” (muz. Grzegorz Stróżniak, sł. Marta Cugier) – 4:41
8. „I Say Stop! (Wołam Stop)” (muz. Grzegorz Stróżniak, sł. Marta Cugier) – 4:45
9. „Roads to Freedom” (muz. Grzegorz Stróżniak, sł. Marta Cugier) – 4:03
10. „Show - Made in Poland” (muz. Grzegorz Stróżniak, sł. Marta Cugier) – 4:24

Utwór dodatkowy
1. „Football Fans” (muz. Grzegorz Stróżniak, sł. Marta Cugier) – 4:39

## Twórcy
źródło:.
- Marta Cugier – śpiew
- Grzegorz Stróżniak – śpiew, instrumenty klawiszowe
- Daniel Patalas – gitara
- Michał Kwapisz – gitara basowa
- Mirosław Kamiński – perkusja
- Damian Pankiewicz „Kebab” – śpiew w „It is not to Late (Nie jest za późno)”
- Marek Siwek – śpiew w „Pod skórą”
- Mirosław Wdowczyk – realizacja dźwięku
- Tom Meyer – mastering
- Szymon Felkel – projekt graficzny